# Новый Путь (Ливенский район)
Новый Путь — поселок в Ливенском районе Орловской области России.
Входит в состав Речицкого сельского поселения.

## География
Расположен южнее автотрассы Р-119 и граничит с посёлком Шиловский (на юге) и деревней Покровка Вторая (на востоке). С обеими населёнными пунктами связан проселочной дорогой. Рядом с посёлком Новый Путь берёт начало ручей, впадающий севернее посёлка в ручей Колубань.
В посёлке имеется одна улица: Луговая.

## Население
| 2010 |
| ---- |
| 17   |

## ссылки
- Новый Путь (поселок сельского типа)
- Топографическая карта России